# 偶像料理王
《偶像料理王》（韓語：아이돌 요리왕）是韓國MBC的綜藝節目，由金成柱主持，洪錫天、李連福、金素熙等主廚擔任決賽評審，節目中從217名參賽者中選一位「偶像料理王」。

## 參賽偶像
- EXO隊長Suho及成員伯賢。
- 防彈少年團成員Jin
- BTOB隊長徐恩光及成員陸星材。
- VIXX隊長N及Ravi。
- 帝國之子成員光熙。
- miss A成員Fei。
- SISTAR成員昭宥。
- B1A4成員燦多。
- (其他待補)

## 節目進行方式[5]
- 初賽，抽籤決定題目為「水波蛋」或「煎蛋絲」
  - 共217位偶像參賽

- 半決賽，主題「節日時，為了父母製作的豬肉料理」
  - 中間任務：10分鐘的助理掌廚時間，主廚只能以嘴說明作法
  - 參賽分組（八隊取三隊）
    - 料理助理（EXID率智與慧潾）
    - Yoo多（B1A4燦多與Oh My Girl YooA）
    - 光陸／音同狂肉（BTOB恩光與星材）
    - 黑米白米（黃光熙與韓惠利）
    - 草Dong（AOA草娥與惠晶）
    - 跟著Din Din去江南（康男與Din Din）
    - Fantasy料理王（miss A Fei與Twice 多賢）
    - 海女廚師隊（昭宥與宇宙少女多榮）

- 決賽，主題「我的拿手料理」
  - 中間任務：秋季蔬果強制入料（南瓜、大棗、柿餅）
  - 參賽分組
    - 黑米白米（第一名）
    - 海女廚師隊（第二名）
    - 光陸（第三名）

## 最終名次與菜色
- 第一名：光熙（年糕排骨）
- 第二名：昭宥
- 第三名：陸星材、徐恩光（「狂肉」)

## 收視率
7.2%